# Hunna
Hunna är en by som ligger vid sjön Åsnens västra strand i södra delen av Alvesta kommun i Kronobergs län i Småland. Området runt och sjön är rikt på fågel och det finns värdefulla våtområden längs den västra stranden. I Hunna har bland annat dvärgsumphöna observerats, och Hunna var den femte platsen i Sverige där dvärgsumphöna observerades.